# Trevor Delsaut
Trevor Delsaut ist ein französischer Triathlet. Er wird in der Bestenliste französischer Triathleten auf der Ironman-Distanz geführt.

## Werdegang
Trevor Delsaut startet seit 2007 im Triathlon. 2008 startete er erstmals auf der Langdistanz in einem Ironman-Rennen. 2012 wurde er Fünfter beim Ironman South Africa.
Im September 2013 wurde er im Rahmen der Challenge Vichy Vize-Europameister auf der Triathlon-Langdistanz.

## Sportliche Erfolge
| Datum/Jahr   | Platz | Wettbewerb         | Austragungsort   | Zeit     | Bemerkung                               |
| ------------ | ----- | ------------------ | ---------------- | -------- | --------------------------------------- |
| 7. Apr. 2013 | 8     | Ironman 70.3 Texas | Galveston Island | 03:59:24 | hinter dem Australier Richie Cunningham |

| Datum/Jahr    | Platz | Wettbewerb                                         | Austragungsort | Zeit     | Bemerkung                                                            |
| ------------- | ----- | -------------------------------------------------- | -------------- | -------- | -------------------------------------------------------------------- |
| 24. Nov. 2019 | 15    | Ironman Mexico                                     | Cozumel        | 08:29:05 | bei der elften Austragung                                            |
| 26. Nov. 2017 | 5     | Ironman Mexico                                     | Cozumel        | 08:07:10 | persönliche Bestzeit auf der Ironman-Distanz                         |
| 1. Sep. 2013  | 2     | ETU Long Distance Triathlon European Championships | Vichy          | 08:27:38 | Vize-Europameister auf der Langdistanz im Rahmen der Challenge Vichy |
| 17. März 2013 | 2     | Ironman Los Cabos                                  | Los Cabos      |          | bei der Erstaustragung hinter dem Deutschen Timo Bracht              |
| 13. Okt. 2012 | 28    | Ironman Hawaii                                     | Hawaii         | 08:56:41 | Ironman World Championships                                          |
| 22. Apr. 2012 | 5     | Ironman South Africa                               | Port Elizabeth | 09:03:03 |                                                                      |
| 15. Juli 2007 | 8     | ITU Long Distance Triathlon World Championships    | Lorient        | 04:24:29 | 8. Rang in der Altersklasse 20–24                                    |

(DNF – Did Not Finish)